# هیبرنوم
هیبرنوم (به انگلیسی: Hibernoma) یک تومور خوش‌خیم از چربی قهوه‌ای باقی مانده‌است. این اصطلاح در ابتدا توسط کالبدشناس فرانسوی لویی ژری در سال ۱۹۱۴ به کار رفت.

## علائم و نشانه‌ها
بیماران با رشد آهسته، بدون درد و توده انفرادی، معمولاً از بافت‌های زیرپوستی مراجعه می‌کنند. در بافت ماهیچه‌ای بسیار کمتر دیده می‌شود. وجود علائم برای سال‌ها غیرمعمول نیست. نئوپلاسم خوش‌خیم با چربی قهوه‌ای دیده می‌شود.